# Mfinu
Mfinu (auch Emfinu, Funika und Mfununga) ist eine Bantusprache und wird von circa 8400 Menschen in der Demokratischen Republik Kongo gesprochen. 
Sie ist in der Provinz Bandundu verbreitet.

## Klassifikation
Mfinu bildet mit den Sprachen Boma, Ding, Mpuono, Tiene und Yansi die Yansi-Gruppe. Nach der Einteilung von Malcolm Guthrie gehört Mfinu zur Guthrie-Zone B80.
Sie hat die Dialekte Ntsiam und Ntswar.